# Закон про гарантії
Закон про гарантії (іноді також називають Законом про папські гарантії[1] (італ. Legge delle Guarentigie), — це назва закону, прийнятого сенатом і палатою італійського парламенту 13 травня 1871 року щодо прерогатив для Святого Престолу, а також відносини між державою і Церквою в Італійському королівстві. Вона гарантувала суверенні прерогативи римському понтифіку, який був позбавлений території папських держав. Папи відмовилися прийняти закон, оскільки він був прийнятий іноземним урядом і тому міг бути скасований за бажанням, залишаючи пап без повних претензій на суверенний статус. У відповідь папи оголосили себе в'язнями Ватикану. Подальше римське питання не було вирішено до прийняття Латеранських пактів 1929 року.

## Витоки права
Якийсь час найсерйознішим питанням, яке постало перед Італією після 1870 року, була ворожнеча між Церквою та державою.[1] Італійський уряд, який заявив, що він увійшов до Риму, щоб захистити особу Святішого Отця [примітка 1], і який, вторгнувшись на територію Папи, запевнив людей, що незалежність Святого Престолу залишиться непорушною, [примітка 2] вважав себе зобов’язаним законним та урочистим способом забезпечити виконання свого вищезгаданого наміру. Не менше вона була зобов’язана своїм католицьким підданим і католикам усього світу. Перед ним було відкрито два шляхи для виконання своєї обіцянки. Він може скликати міжнародний конгрес усіх націй із дуже численним католицьким населенням, або може прийняти внутрішній італійський закон.

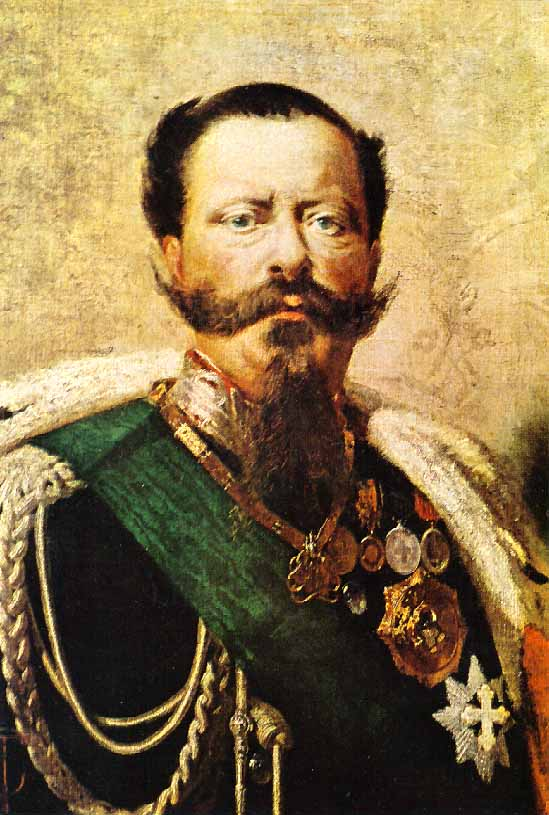
Віктор Емануель ІІ, перший Король об'єднаної Італії

У вищезгаданому циркулярі міністра Вісконті-Веноста, адресованому всім владним, прямо натякалося про перший шлях. Але безтурботність католицьких урядів щодо подій, що закінчилися окупацією Риму, поклала край усім думкам про консультації з ними; і таким чином був прийнятий національний закон. Проте перед його прийняттям Папа Пій IX у листі  до свого кардинала-вікарія від 2 березня 1871 року протестував проти закону, «в якому, за його словами, було нелегко вирішити, чи то абсурд,  чи то хитрість чи презирство відіграло найбільшу роль».

## Положення
Парламент ухвалив у 1871 р. знаменитий Закон про папські гарантії, який пропонував вирішити питання за принципом Кавура про вільну церкву у вільній державі.[2] Папа був оголошений незалежним сувереном і, як такий, мав право приймати і відправляти послів і вести дипломатичні справи без будь-якого втручання з боку італійського уряду. Його територія, однак, була обмежена районом у Римі, відомим як «Леонське місто», над яким висів папський прапор, і в який жоден італійський офіцер не міг увійти без дозволу папської влади. Палаци, церкви, музеї, офіси, вілли та сади в місті Леонінсе мали бути звільнені від оподаткування, а папський уряд мав безкоштовно користуватися італійською залізницею, поштою та телеграфною системою. Церкві була гарантована повна свобода самоврядування, а старе втручання держави у церковні справи оголошено припиненим.[3]
Основні положення закону можна узагальнити так:
- особа папи бути священною і недоторканною;[4]
- образа або поранення папи розглядатися нарівні з образою або нанесенням шкоди особі короля; обговорення релігійних питань бути абсолютно вільним;[4]
- королівські почесті, які віддають папі; що він має право на звичайну охорону;[4]
- як відшкодування за втрату своїх володінь, як щорічну суму назавжди, Папі було визначено[3] 3 225 000 лір [примітка 3] для покриття всіх потреб Святого Престолу (Колегії кардиналів, римських конгрегацій, посольств тощо .) та утримання церковних будівель;
- Латеранський і Ватиканський палаци, а також вілла Кастель Гандольфо залишаються власністю папи; ці статті запевняють папу та всіх, хто займається духовним управлінням Церкви, а також колегію кардиналів, зібраних на конклав, повну свободу спілкування з католицьким світом, звільняють їх від будь-якого втручання в їхні листи, папери тощо; [4]
- духовенство мати свободу зібрань;
- уряд відмовився від «апостольської місії» на Сицилії та від права номінації на головні бенефіці із застереженням, однак, королівського патронажу; єпископи не зобов'язані складати присягу (на вірність) при призначенні;
- Екзекватура повинна зберігатися лише для основних бенефіцій (крім Риму та приміських осідків) та для дій, що впливають на розпорядження церковним майном;
- у духовних питаннях не допускається оскарження церковної влади; однак цивільні суди мають бути компетентними виносити рішення щодо юридичних наслідків церковних вироків. Майбутнім законом має бути передбачено реорганізацію, збереження та управління всім церковним майном у королівстві.
- право на активне та пасивне представництво та імунітет посланців, акредитованих при Святому Престолі на території Італії.[4]

## Реакція Папи Римського

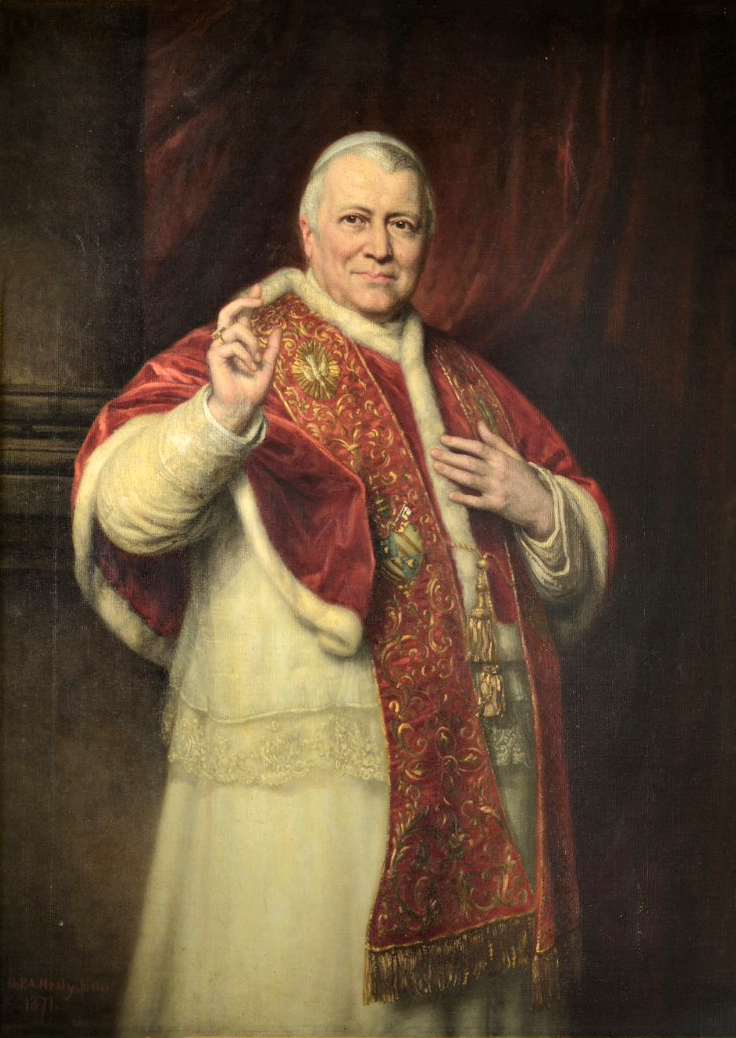
Папа Пій IX

Папи відмовилися визнати факт довершений, який підтримувався Законом про гарантії,[5] і в принципі відмовилися визнати за італійським урядом будь-яке право надавати їм прерогативи або створювати для них закони, положення, яке тривало до вирішення Римського питання в 1929 році.[6]
Пій IX з обуренням відмовився прийняти умови «субальпійського» уряду, як він називав Савойський дім, якого вважав погубником «Божого намісника». Парламент регулярно голосував за ренту з 1871 року, але папи ніколи не приймали її, тому що прийняти це означало б визнати Королівство Італія законним урядом, чого жоден Папа з 1871 по 1929 рік не хотів зробити. Пій IX замкнувся у своєму крихітному володінні і за будь-яких обставин відмовився його покинути, вважаючи себе «в'язнем Ватикану»; його наступники до 1929 р. дотримувалися цієї політики і ніколи не виходили за межі Ватикану, коли були обрані папою[3].
Справді, кожна з «поступок тягла за собою особливе рабство, у той час як пізніші події довели, що вони не були призначені для серйозного дотримання. У наступній енцикліці від 15 травня Папа заявив, що ніякі гарантії не можуть забезпечити йому необхідну свободу та незалежність у здійсненні своєї влади та повноважень. Він відновив цей протест на консисторії 27 жовтня. І цілком зрозуміло, що закон, проголосований двома палатами парламенту, міг з однаковою легкістю бути скасований ними за бажанням. Справді, він коли-небудь було частиною програми «Лівої» партії в італійському парламенті щодо придушення Закону про гарантії. Крім того, Пій IX не хотів формально погоджуватися на домовленості щодо відносин Церкви та держави, особливо Екзекватури та управління Крім того, якщо, як він сподівався, окупація Риму мала б бути лише тимчасовою, прийняття цього закону здавалося б марним. Безсумнівно, таке прийняття з його боку мало б Його тлумачили як принаймні мовчазне визнання звершених фактів, як відмову від мирської влади та майна, відібраного у Святого Престолу (напр. g. Квірінальний палац). Відмова від «Апостольської місії» на Сицилії, яблуко розбрату між Святим Престолом і Королівством Сицилія протягом восьми століть, і ендавмент, наданий Папою, були справді, але незначною компенсацією за все, що було відібрано у його. Отже, ні Пій IX, ні його наступники ніколи не торкалися вищезгаданого щорічного ендаунту, вважаючи за краще покладатися на пожертвування вірних усього католицького світу. Можна додати, що ендаументу не було достатньо, щоб задовольнити потреби Церкви, і з їх примноженням його не можна було збільшити.

### Недоцільний
Non expedit (лат. «Це недоцільно») — це слова, якими Святий Престол закликав італійських католиків утримуватися від голосування на парламентських виборах. Енцикліка також забороняла італійським католикам займати посади під італійською короною[3]. Ця політика була прийнята після періоду невизначеності та суперечок, що настали після оприлюднення Конституції Королівства Італія (1861), і яка була посилена законами, ворожими Церкві і, особливо, релігійним орденам (1865–66). ). Цю невизначеність Священна Пенітенціарія поклала край своїм указом від 29 лютого 1868 р., у якому, у наведених вище словах, вона схвалила девіз; «Ні виборець, ні обраний». До того часу в італійському парламенті було кілька видатних представників католицьких інтересів — Віто д'Ондес Реджо, Аугусто Конті, Чезаре Канту та інші. Головний мотив цього декрету полягав у тому, що присягу, яку складають депутати, можна було тлумачити як схвалення пограбування Святого Престолу, як заявив Пій IX на аудієнції 11 жовтня 1874 року. Практичною причиною для цього було також те, що , з огляду на виборчий закон того дня, згідно з яким електорат було скорочено до 650 000, а оскільки уряд маніпулював виборами для досягнення своїх власних цілей, було б безнадійно намагатися перешкодити ухваленню антикатолицьких законів. З іншого боку, народні маси здавалися неготовими до парламентського правління, а оскільки в більшій частині Італії (Парма, Модена, Тоскана, Папські штати та Неаполітанське королівство), майже всі щирі католики були прихильниками знедолених князів. , вони підлягали засудженню як вороги Італії; вони також були б у розбіжності з католиками П'ємонту та провінцій, вирваних у Австрії, і цей поділ ще більше послабив би католицьку парламентську групу.
Як і слід було очікувати, цей захід не зустрів загального схвалення; так звані помірні звинувачували католиків у невиконанні свого обов'язку перед суспільством і своєю країною. У 1882 році, після того, як виборче право було розширено, Лев XIII серйозно задумався про часткове скасування обмежень, встановлених Non Expedit, але фактично нічого не було зроблено.
(пор. «Archiv für kathol. Kirchenrecht», 1904, с. 396). Навпаки, оскільки багато людей прийшли до висновку, що указ Non Expedit не мав на меті бути абсолютним, а був лише застереженням, зробленим для застосування в одному конкретному випадку, Свята канцелярія заявила (30 грудня 1886 р.), що правило Йдеться про серйозну заповідь, і на цьому факті наголошувалося кілька разів (Лист Лева XIII до кардинала Держсекретаря, 14 травня 1895 р.; Конгрегація надзвичайних справ, 27 січня 1902 р.; Пій X, Motu proprio 18 грудня 1903 р.). Пізніше Пій X у своїй енцикліці «Il fermo proposito» (11 червня 1905 р.) змінив «Неекспедитивну», заявивши, що, коли виникає питання запобігання обранню «підривного» кандидата, єпископи можуть вимагати призупинення правління і запропонувати католикам триматися в готовності йти на вибори.

## Правовий статус Святого Престолу відповідно до Закону про гарантії
Час від часу між авторами міжнародного права та італійського церковного законодавства виникали суперечки щодо різних питань, пов’язаних із цим законом: чи є в очах італійського уряду папа сувереном, чи користується він привілеєм екстериторіальності (не визнається йому прямо, хоча надано іноземним посольствам при Святому Престолі) тощо. Що стосується Святого Престолу, ці суперечки не мали жодного значення; вона ніколи не припиняла відстоювати свій суверенний статус і відповідні права.
Деякі автори вважали Закон про гарантії складовою юридичної особи Святого Престолу після 1870 року, що надає правосуб’єктність, яка підлягає односторонньому скасуванню Королівством Італія. Інші автори розглядали Закон про гарантії як декларативний інструмент існуючого суверенітету Святого Престолу[8].

### Цивільні наслідки в італійському праві
Виникло питання, чи конфіскуватиме цей недоторканий фонд італійська скарбниця наприкінці кожні п’ять років, як це зазвичай відбувається з іншими державними боргами Королівства Італія. Civiltà Cattolica стверджувала, що вона не може бути конфіскована, але італійські суди давно вирішили інакше, коли відхилили позови спадкоємців Пія IX на тій підставі, що, оскільки він не прийняв ендаумент, він ніколи ним не володів. . Навіщо тоді його конфіскувати? Пій IX чітко відхилив цей дохід 13 листопада 1872 року.

## Вирішення римського питання
Після відмови папи від Закону про гарантії, папи існували в самонав’язаному стані як «в’язень Ватикану» на знак дипломатичного протесту проти претензій Королівства Італії на Папську область. Папи відмовилися покинути Ватикан[9]. Спочатку ситуація була незручною і навіть небезпечною для італійців, які боялися, що Франція чи Австрія можуть захистити справу Папи та змусити їх евакуювати Рим. Але поразка цих двох католицьких націй від Пруссії і, особливо, встановлення антиклерикальної республіки у Франції, зробили таку подію лише віддаленою можливістю, а «В’язень Ватикану» став ввічливим вигадкою. З часом почалося зближення між Ватиканом і Квіріналом, [примітка 4], хоча, теоретично, наступники Пія IX продовжували виступати за відновлення їхньої мирської влади[10]. Ситуація була остаточно вирішена в 1929 році Латеранськими пактами, які створили державу Ватикан як незалежну суверенну державу, щоб гарантувати політичну та юридичну незалежність Папи від італійського уряду.[6] Існує договір, а також конкордат, які разом утворюють юридичне ціле.[11]

## Спадщина
Хоча в принципі папи відмовилися прийняти Закон про гарантії, на практиці вони мовчазно прийняли деякі його положення[12]. Вони дозволяли священнослужителям отримувати доходи від італійської держави від їхніх бенефіцій.[12] Папи почали призначати всіх італійських єпископів[12]. Раніше різні італійські цивільні органи мали право представлення, але Закон про гарантії надав право вільного передачі назад папі[12]. Оскільки на італійських територіях було більше єпископств, ніж у будь-якій іншій частині християнського світу[12], до 1870 року Віктор Еммануїл мав право представити для призначення 237 єпископів[12], більше, ніж будь-який інший король в історії християнства[12]. Такі величезні повноваження щодо призначення тепер будуть здійснюватися папами безпосередньо, що змінило відносини між папством та італійським єпископатом і змінило погляди на те, хто взагалі має призначати єпископів[12]. Новим і зростаючим припущенням було те, що папа безпосередньо призначає єпископів[12]. Втрата світської влади значно посилила папський контроль над церквою в Італії.[12]